# Arnold Mvuemba
Arnold Mvuemba Makengo (Alençon, 28 gennaio 1985) è un ex calciatore francese naturalizzato congolese (Repubblica Democratica del Congo), di ruolo centrocampista.

## Carriera

### Club

#### Rennes e Portsmouth
Il 17 gennaio 2004 ha fatto il suo esordio in Ligue 1 con la maglia del Rennes, giocando tutti i 90 minuti nella vittoria casalinga per 4-0 contro il Sochaux. Dopo poco più di un anno e mezzo, è in campo per la prima volta in Coppa Uefa (uscendo però ad inizio secondo tempo) nella vittoria contro gli spagnoli dell'Osasuna. Con i rossoneri ha anche realizzato la prima rete da professionista, suo il gol della bandiera nella sconfitta interna per 1-3 del 4 febbraio 2006 contro il Monaco.
Nonostante l'ottimo impegno profuso, chiude con la squadra francese con poco più di 30 presenze in 4 stagioni e qualche apparizione in coppa ed in Europa.
Il 5 luglio 2007 viene acquistato per 1,9 milioni di euro circa dal Portsmouth, squadra inglese militante in Premier League. Alla fine della prima stagione vince la FA Cup, battendo in finale il Cardiff City. Anche in Inghilterra però non rientra tra i titolarissimi, giocando molto poco anche nella seconda stagione.

#### Lorient e Olympique Lione
Il 1º luglio 2009, diventa un giocatore del Lorient, tornando così in Francia nel club in cui fece le giovanili qualche anno prima.
È con il club bretone che trova la tanto sperata continuità. Insieme ai compagni, riesce a contribuire alla permanenza del club in Ligue 1 in tutte le stagioni in cui gioca. Ottiene inoltre una semifinale di Coppa di Lega francese, persa poi ai tempi supplementari contro l'Olympique Lione. Il 4 settembre 2012, nelle ultime ore di mercato, passa proprio a quest'ultimi per 3 milioni di euro. A fine stagione chiude con un 3º posto e la conquista degli spareggi di Champions League. Spareggi poi persi contro la Real Sociedad nel doppio scontro di andata e ritorno (0-4 totale). Con l'Olympique il suo minutaggio cala drasticamente di nuovo. Nell'estate del 2016 rimane svincolato.

#### Ritorno al Lorient, Umm-Salal e Roeselare
Il 6 settembre 2016 torna così come parametro zero al Lorient. La squadra a fine stagione però, retrocede dopo 11 anni in Ligue 2 (chiudendo al 18º posto e perdendo lo spareggio). Il 28 novembre 2017 fa così il suo esordio nella seconda serie francese (sconfitta 1-2 contro il Nimes). Nonostante gli ottimi mezzi societari, la squadra non va oltre il 7º posto, confermandosi in categoria ma, rinanendo fuori dai playoff ed alla promozione diretta. Rimasto nuovamente svincolato, il 12 settembre 2018 viene ingaggiato da qatarioti del Umm-Salal. In Asia totalizza appena 7 partite, senza mai brillare e viene così liberato per la terza volta consecutiva dall'oneroso ingaggio. Dopo mesi di inattività, nel novembre 2019 ottiene una nuova opportunità europea, ingaggiato dal Roeselare, militante in Tweede klasse, la seconda serie del campionato belga.

### Nazionale
Ha disputato 4 partite con la nazionale Under 21 francese. Nel 2005, sfruttando la doppia cittadinanza, ha anche disputato una partita ufficiale nella nazionale maggiore della Repubblica Democratica del Congo, giocando in amichevole contro la Costa d'Avorio.

## Statistiche

### Cronologia presenze in nazionale
| Cronologia completa delle presenze e delle reti in nazionale ― RD del Congo | Cronologia completa delle presenze e delle reti in nazionale ― RD del Congo | Cronologia completa delle presenze e delle reti in nazionale ― RD del Congo | Cronologia completa delle presenze e delle reti in nazionale ― RD del Congo | Cronologia completa delle presenze e delle reti in nazionale ― RD del Congo | Cronologia completa delle presenze e delle reti in nazionale ― RD del Congo | Cronologia completa delle presenze e delle reti in nazionale ― RD del Congo | Cronologia completa delle presenze e delle reti in nazionale ― RD del Congo |
| Data                                                                        | Città                                                                       | In casa                                                                     | Risultato                                                                   | Ospiti                                                                      | Competizione                                                                | Reti                                                                        | Note                                                                        |
| --------------------------------------------------------------------------- | --------------------------------------------------------------------------- | --------------------------------------------------------------------------- | --------------------------------------------------------------------------- | --------------------------------------------------------------------------- | --------------------------------------------------------------------------- | --------------------------------------------------------------------------- | --------------------------------------------------------------------------- |
| 8-2-2005                                                                    | Rouen                                                                       | Costa d'Avorio                                                              | 2 – 2                                                                       | RD del Congo                                                                | Amichevole                                                                  | -                                                                           | 64’                                                                         |
| Totale                                                                      |                                                                             | Presenze                                                                    | 1                                                                           |                                                                             | Reti                                                                        | 0                                                                           |                                                                             |

## Palmarès

### Club
- Coppa d'Inghilterra: 1

Portsmouth: 2007-2008